# AKs im Wandschrank

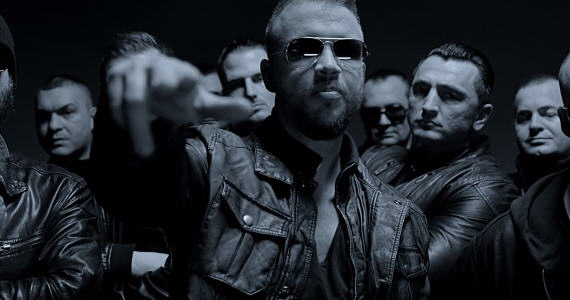
Ausschnitt aus dem Musikvideo

AKs im Wandschrank ist die zweite Singleauskopplung aus Kollegahs viertem Studioalbum King. Sie wurde am 12. März 2014 über das Plattenlabel Selfmade Records veröffentlicht.

## Hintergrund
Im Februar 2014 veröffentlichte Kollegah mit Alpha die erste Single aus seinem vierten Studioalbum King. Einen Monat später wurde auf dem YouTube-Kanal von Kollegahs damaligem Label Selfmade Records das Musikvideo zu AKs im Wandschrank hochgeladen, bei dem Markus- und Michael Weicker Regie führten. Auf YouTube hat das Musikvideo zum Lied bisher mehr als 7,3 Mio. Aufrufe (Stand: Juli 2025). Der Song wurde von den United Hustlers, Phil Fanatic und Hookbeats produziert.
Der Track greift die für Kollegah klassischen Themen auf und beinhaltet Doubletime-Passagen. Kollegah sagte zu der Entstehung des Liedes:

„Auch hier habe ich den Produzenten genau vorgegeben, wie der Beat klingen soll. Ich habe Synthies ausgewählt und mir auch eine Melodie überlegt. Mir war sofort klar, dass der Song sehr polarisieren wird. Denn der Sound des Albums ist ja eigentlich weniger synthielastig, sondern dank dem Einsatz von Klavieren eher atmosphärisch. Aber eins von diesen Brettern wollte ich dann doch noch haben. Im Konzept des Albums kommt der Song besonders geil, weil er sich so von den anderen abhebt.“

### Covergestaltung
Auf dem Cover der Single befindet sich eine schwarze AK-47 auf dem Beifahrersitz eines Sportwagens.  In der unteren Hälfte in der Mitte befindet sich der Schriftzug „Kollegah“ und darunter in kleinerer Schrift „AKs im Wandschrank“.

## Charterfolge
AKs im Wandschrank stieg in der 12. Kalenderwoche 2014 auf der Position 21 in die deutschen Singlecharts ein und konnte sich insgesamt 8 Wochen in den Top 100 halten. In Österreich erreichte die Single Platz 42 und in der Schweiz Platz 41.
| ChartsChartplatzierungen | Höchstplatzierung | Wochen |
| ------------------------ | ----------------- | ------ |
| Deutschland (GfK)        | 21 (8 Wo.)        | 8      |
| Österreich (Ö3)          | 42 (2 Wo.)        | 2      |
| Schweiz (IFPI)           | 41 (1 Wo.)        | 1      |